# Wolfgang Fiesenig
Wolfgang Fiesenig (* 26. Januar 1889 in Windsheim; † im 20. Jahrhundert) war ein deutscher Landrat.

## Leben
Nach dem Abitur leistete Wolfgang Fiesenig seinen Militärdienst als Einjährig-Freiwilliger beim 7. Infanterie-Regiment „Prinz Leopold“. Danach absolvierte er ein Studium der Rechtswissenschaften an der Ludwig-Maximilians-Universität München, der Friedrich-Alexander-Universität Erlangen-Nürnberg und der Universität Leipzig. Nach der ersten juristischen Staatsprüfung im Jahre 1913 begann er den dreijährigen Vorbereitungsdienst, der durch seinen Kriegseinsatz, bei dem er schwerste Verletzungen erlitt, unterbrochen wurde. Am 1. Februar 1917 promovierte er in Erlangen mit der Dissertation „Urheberrecht und mechanische Musikinstrumente“ zum Dr. jur. Nach dem Großen juristischen Staatsexamen im Jahre 1921 wurde er Angestellter bei der Stuttgarter Versicherung. Fiesenig kam in die Kommunalverwaltung und wurde zum Jahresbeginn 1922 Bezirksamtsassessor in Pegnitz und später in Höchstadt an der Aisch. 1929 wurden ihm Titel und Rang eines Regierungsrats verliehen. Er kam zunächst als Amtsverweser nach Bad Kötzting, wo er am 21. Oktober 1936 zum Bezirksamtsvorstand (ab 1939 Landrat) des Bezirksamts  Kötzing (ab 1939 Landkreis Kötzing) ernannt wurde. Dort blieb er bis zu seiner Internierung im Mai 1945 im Amt. Nach seiner Entlassung im Januar 1946 erhielt er im Entnazifizierungsverfahren durch die Spruchkammer Kötzing die Einstufung entlastet. So fand er im Juli 1948 als Angestellter bei der Regierung der Oberpfalz Beschäftigung. Dort wurde er zum 1. April 1949 Oberregierungsrat und wurde zum 1. Dezember 1952 in den Ruhestand verabschiedet.
Fiesenig war zunächst Anhänger der Deutschnationalen Volkspartei und trat zum 1. Mai 1936 in die NSDAP (Mitgliedsnummer 3.665.735) ein.